# Montefortino (Helm)

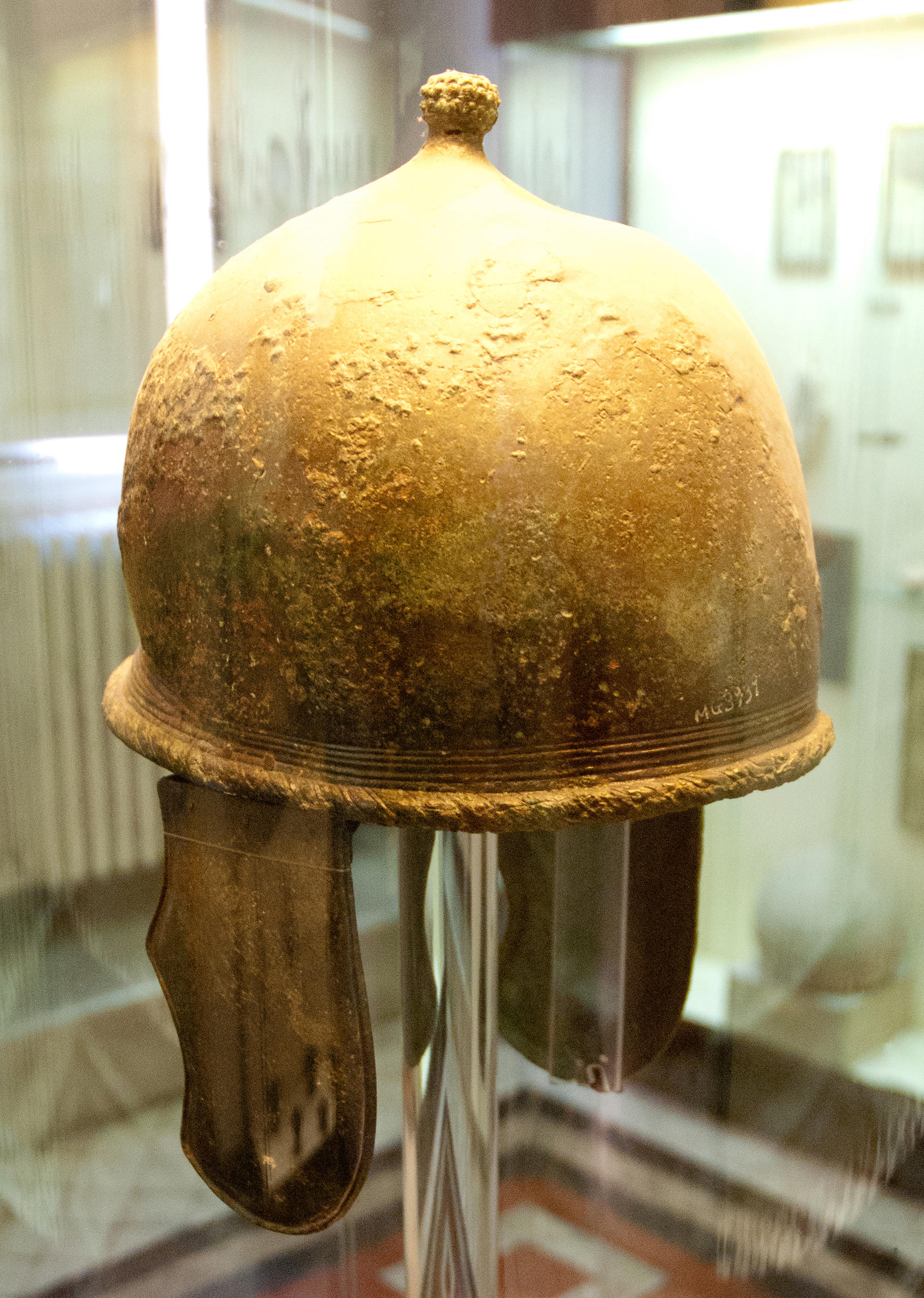
Früher, vorchristlicher bronzener Helm vom Typ Montefortino, gefunden in Italien.

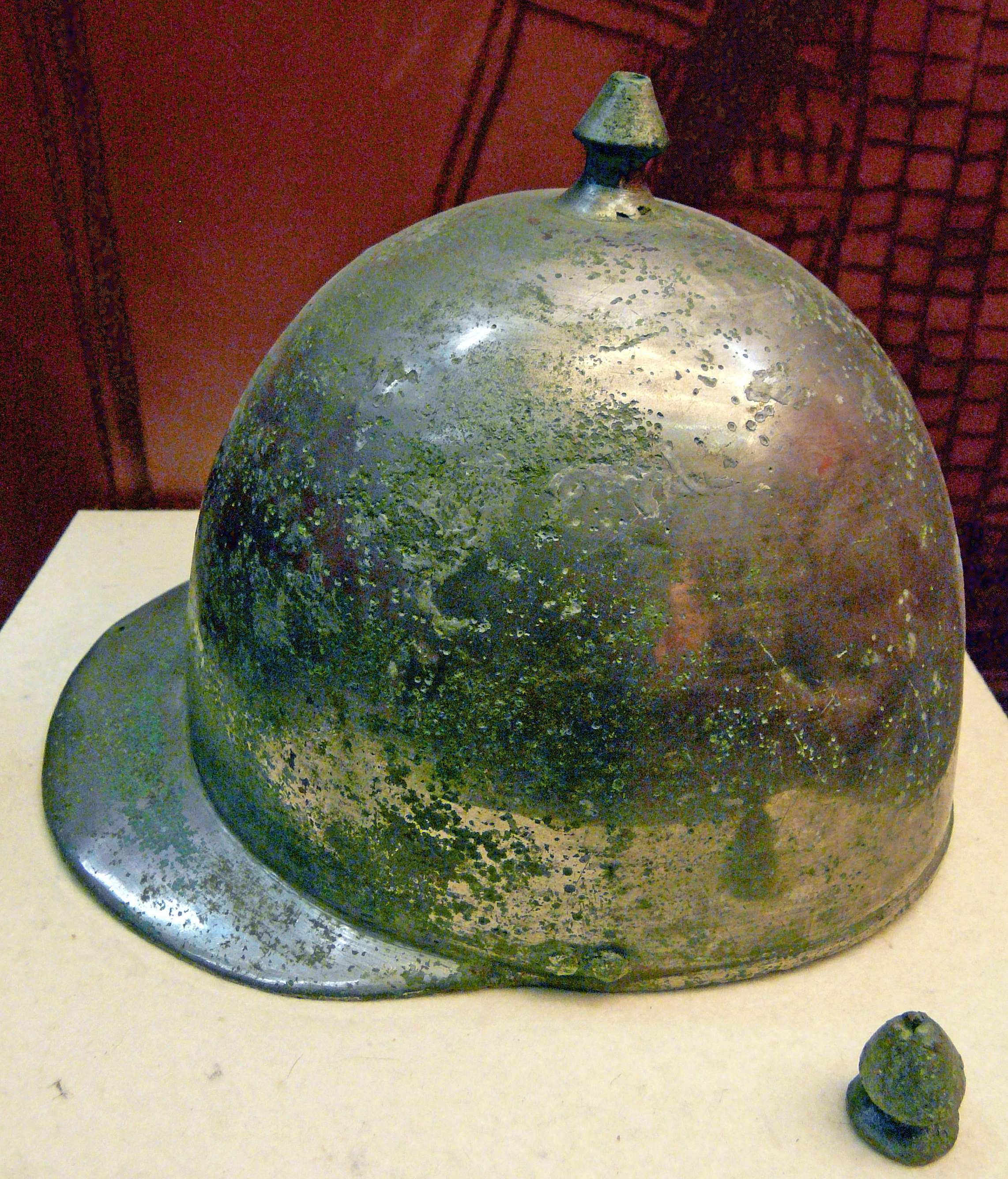
Später Montefortino aus verzinnter Bronze. Gefunden im Legionslager Neuss, 1. Hd. des 1. Jh.n. Chr.

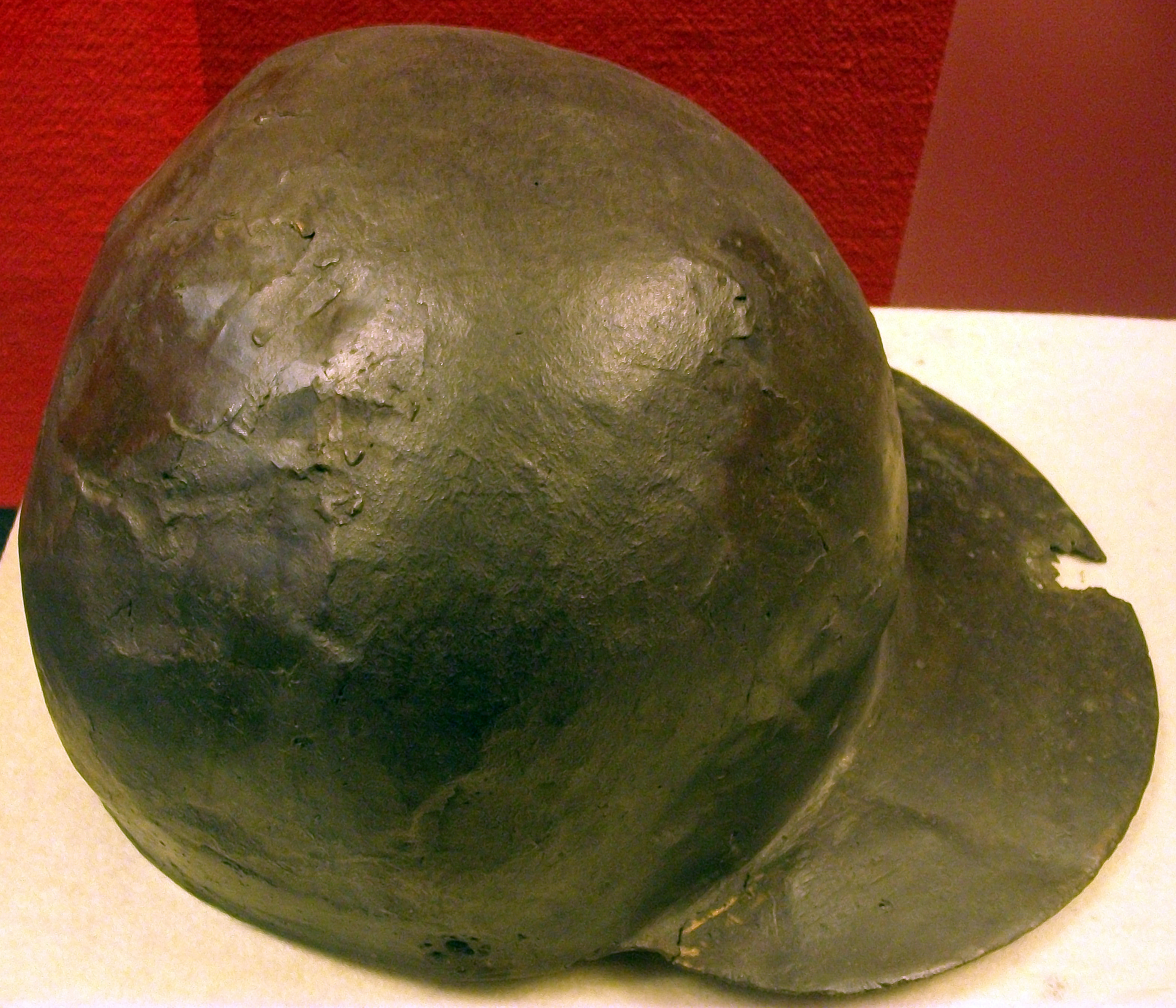
Ein weiterer später Montefortino aus Neuss. An diesem vereinfachten Stück fehlt die Möglichkeit einer Anbringung des Rosshaar-Schweifs, 1. Hd. des 1. Jh. n. Chr.

Montefortino ist ein römischer Helmtypus. Der Name leitet sich von einem Exemplar ab, das in der keltischen Nekropole von Montefortino (Marken) gefunden wurde. Es gibt wohl kein anderes Helmmodell der römischen Armee, das so lange in Gebrauch war wie dieses.

## Geschichte
Schon zur Ära der Punischen Kriege bis in die Zeit des ersten römischen Kaisers Augustus war er der Standardhelm des Legionärs. Sein Ursprung ist wahrscheinlich in der keltischen Kultur zu suchen, wo er parallel zur römischen Armee getragen wurde: Damit kann diese aus 1,5 bis 2 Millimeter starkem Bronzeblech getriebene Helmschöpfung für sich in Anspruch nehmen, die erfolgreichste der Antike gewesen zu sein. Er war ein echtes Massenprodukt, das im Laufe seiner Geschichte wiederholt verbessert und den aktuellen Gegebenheiten angepasst worden ist. Waren die keltischen Produkte vom 3. Jahrhundert vor Christus an in Eisen getrieben, finden Ausgräber auf römischen Fundstellen stets bronzene Helmreste; und waren die Montefortinohelme im 4. bis 2. Jahrhundert noch mit feinen Schmuckelementen verziert, werden sie spätestens mit der Heeresreform des Marius immer mehr zur billigen, schmucklosen Massenware. Der römische Bürgerkrieg mit seinem hohen Verschleiß an Mensch und Material tat sein Übriges zu dieser Entwicklung.

## Form und Aufbau

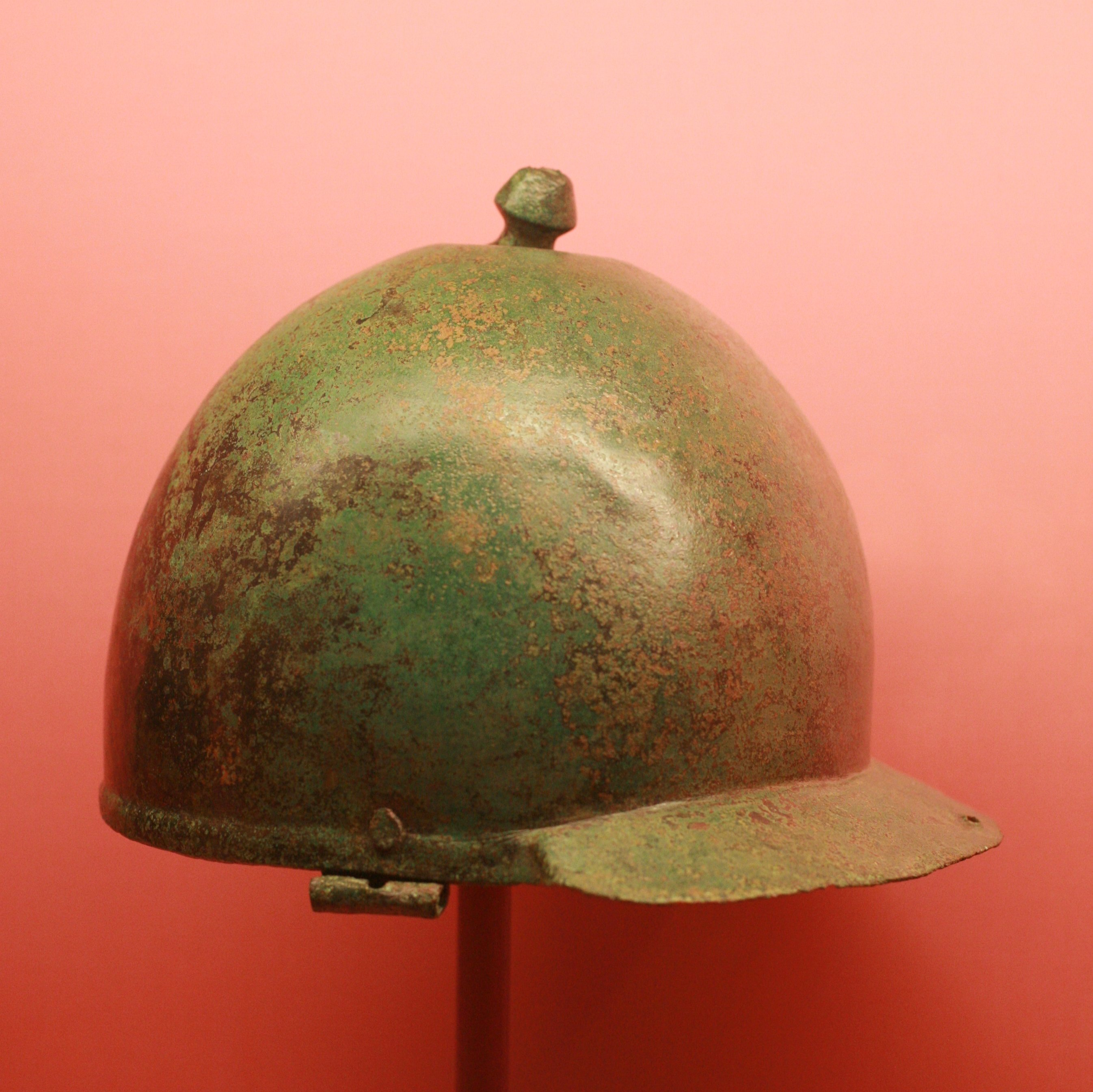
Helm vom Typ Montefortino aus Carnuntum. Wie bei den meisten Fundstücken fehlen die breiten Wangenklappen, die das Gesicht schützen

Der blankpolierte Helm hatte einen goldenen Schimmer. Manchmal überzog man ihn auch mit Weißmetall (verzinnen), was ihm einen silbernen Glanz einbrachte.
Der rund zwei Kilogramm schwere Montefortinohelm hat eine weitgehend halbkugelförmige Kalotte, die nach oben hin in einen leicht konisch sich verjüngenden Knauf ausläuft. Dieser aus einem Stück mit der Kalotte getriebene Knauf diente zur Aufnahme eines Helmbuschs. Der untere Rand des Helmes verläuft vollkommen waagerecht in Höhe der Augenbrauen. An ihn schließt sich der ebenfalls aus einem Stück mit der Kalotte getriebene schmale Nackenschild an. Nur bei späteren Fundstücken kann dieser Nackenschild etwas nach unten versetzt oder abgeschrägt sein.
Um im Gefecht nicht rücklings ins Gesicht gestoßen zu werden, sondern stets fest zu sitzen, hat der Montefortino, wie alle römischen Helme, eine modern anmutende Helmberiemung. An der Unterseite des Nackenschutzes befinden sich zwei festgenietete Ösen, durch die der lederne Helmriemen im Nacken läuft. Der Riemen wird durch zwei weitere Ösen gezogen, die sich – je eine – auf Kinnhöhe an den beiden Wangenklappen (bucculae) befinden. Dort kann er unter dem Kinn des Trägers verknotet werden. Zur Zeit des Kaisers Augustus wurden statt Ösen auch konisch zulaufende Knöpfe in die Wangenklappen genietet, durch die das Zubinden entfiel, da man nun in die Lederriemen Schlitze schneiden konnte, durch die man die Knöpfe schob – eine Art antiker Schnellverschluss.
Die geschwungenen, in Scharnieren beweglichen Wangenklappen sind breit und zumindest bei älteren Exemplaren anatomisch noch nicht an die Gesichtsformen des Menschen angepasst. Die Scharniere sind in der Schläfengegend angenietet.
Ursprünglich waren in die Kalotte ein Helmfutter aus mit Rosshaar gefüllten Leinenkissen oder Filz geklebt.
Auf dem kurzen Nackenschild ist häufig der Name des Helmbesitzers mit Angaben seiner Centurie und Legion gepunzt. Manchmal finden sich auch mehrere Namen, da die Helme Staatseigentum waren und lange Zeit in Verwendung blieben.
Während des Marsches trug man den Montefortino an einem Brusthaken, der an dem Kettenhemd befestigt war.

## Künstlerische Darstellung
Die in Stein gehauenen Darstellungen römischer Helme zeigen immer viel zu schmale Wangenklappen. Von jeher kam es wegen dieser Vorlagen zu falschen Darstellungen römischer Helme. Malereien des Barock manifestierten diese schmalen Wangenklappen ebenso, wie eine Unzahl diverser Sandalenfilme aus Hollywood und Italien. Noch nie konnte indes ein Helm mit solchen Wangenklappen archäologisch nachgewiesen werden. Die zu schmalen Wangenklappen sind in Wirklichkeit als Kunstgriff antiker Künstler zu verstehen. Durch eine gravierend schmalere Darstellung der Wangenklappen war es nämlich erst möglich, das Gesicht der abzubildenden Person deutlich werden zu lassen. Echte römische Wangenklappen bedecken einen Großteil des menschlichen Gesichtes und hätten es den antiken Künstlern sehr erschwert, individuelle Züge und Bewegmomente wiederzugeben.
Mit diesem und anderen idealisierenden Kunstgriffen haben die Menschen der Antike aber auch ein vollkommen falsches, scheinbar nicht ausrottbares römisches Helmbild bis in unsere Zeit manifestiert.

## Helmbusch/Federn
Die Crista bestand beim Montefortino des 1. Jahrhunderts vor Christus (Marius, Caesar, Augustus) aus langem, herabhängendem Rosshaar, das durch eine Nadel in der mit Blei ausgegossenen Bohrung im Helmknopf befestigt wurde. Wie zeitgenössische Texte und pompejanische Malereien zeigen, war das Rosshaar rot gefärbt. Dieser Helmbusch wurde nur für Paraden und im Gefecht angesteckt; im Dienstalltag war er nicht zu finden.
Zur Zeit des Polybios im 2. Jahrhundert vor Christus befanden sich an der Stelle des späteren Helmbuschs noch schwarz oder purpurn gefärbte Federn.

## Versionen
Der Montefortino Helm wird in Untergruppen eingeteilt, die Montefortino/Canosa, Montefortino/Rieti und Montefortino/Buggenum genannt werden. Die Unterschiede sind geringfügig und betreffen vor allen Dingen die Form der Helmglocke oder des Aufbaus. (Bilder der Unterschiedlichen Typen unter Weblinks). Die Unterschiede sind:
- Typ Montefortino/Canosa: Runde, halbkugelförmige Helmglocke, Helm gegossen.
- Typ Montefortino/Rieti: Leicht auf der Oberseite der Helmglocke abgeflacht, Übergangsform zum Typ Buggenum.
- Typ Montefortino/Buggenum: Helm erst gegossen und dann getrieben, Helmknauf hohl gearbeitet.